# Ehrenring des Landes Niederösterreich
Der Ehrenring des Landes Niederösterreich ist die höchste Auszeichnung, die vom Land Niederösterreich vergeben wird. Sie ist hierarchisch über dem mehrstufigen Ehrenzeichen für Verdienste um das Bundesland Niederösterreich angesiedelt.

## Verleihung
Der Ring gelangt seit 1952 zur Verleihung und wird in der Regel vom niederösterreichischen Landeshauptmann persönlich überreicht. Zusätzlich wird eine Urkunde mit dem Landeswappen, dem Namen und der Originalunterschrift des Landeshauptmannes übergeben.
1999 wurde der Ehrenring in einer Presseaussendung der niederösterreichischen Landesregierung als „eine seltene Auszeichnung, die in 47 Jahren nur 13-mal verliehen wurde“ bezeichnet.

## Inhaber (Liste unvollständig)
- Leopold Figl. Verleihung 1952
- Oskar Helmer. Verleihung 1952
- Josef Kraus. Verleihung 1960
- Franz Popp (1891–1981), Landeshauptmannstellvertreter. Verleihung 1960[2][3]
- Felix Stika. Verleihung 1960
- Hans Sassmann. Verleihung 1962
- Viktor Müllner. Verleihung 1963
- Andreas Maurer. Verleihung 1979
- Ferdinand Reiter (1926–2013), Landtagspräsident. Verleihung 1986
- Siegfried Ludwig (1926–2013), Landeshauptmann. Verleihung 1986[4]
- Franz Romeder. Verleihung 1998
- Ernst Höger (1945–2019), Landeshauptmannstellvertreter. Verleihung 1999[5]
- Franz Blochberger. Verleihung 2000
- Rudolf Kreuzberger. Verleihung 2000[6]
- Liese Prokop (1941–2006), Leichtathletin, Innenministerin. Verleihung 2005[7]
- Edmund Freibauer (1937–2022), Landtagspräsident. Verleihung 2012[8]
- Erwin Pröll (* 1946), Landeshauptmann. Verleihung 2017